# 卡梅倫米爾斯 (紐約州)
卡梅倫米爾斯（英語：Cameron Mills）是位於美國紐約州斯托本縣的非建制地區。

## 歷史
卡梅倫米爾斯的郵局自1850年營運至今。

## 地理
卡梅倫米爾斯所處的海拔為高於海平面315米（即1033英呎），而該地所採用的時區為UTC-5，即北美东部时区（EST）。同時該地設有夏令時間，為UTC-5調快一小時，即UTC-4（EDT）。